# Arrest Bosphorus Airways

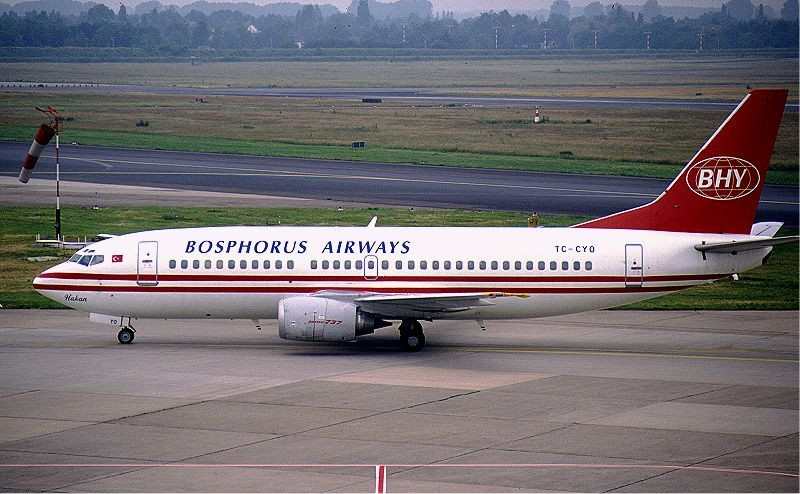
Boeing 737-300 van Bosphorus Airways met registratienummer TC-CYO

Het arrest Bosphorus Airways is een prejudiciële beslissing van het Europees Hof van Justitie (Grote kamer) van 30 juli 1996 (zaak C-84/95), inzake
- een vliegtuig van de Turkse luchtvaartmaatschappij Bosphorus Airways,
- dat aan de ketting staat op de luchthaven van Dublin,
- wegens een schending van VN-sancties tegen Joegoslavië.

In het arrest werd bedrijven uit Joegoslavië de mogelijkheid ontnomen om door verhuur van hun rijdend, varend of vliegend materieel de VN-sancties te omzeilen. Bepalend voor de toepassing van de VN-sancties is niet wie dergelijk materieel gebruikt, maar wie eigenaar is.

## Verordening
Verordening (EEG) nr. 990/93 van de Raad van 26 april 1993

betreffende de handel tussen de Europese Economische Gemeenschap en de Federatieve Republiek Joegoslavië (Servië en Montenegro)
artikel 8

Alle vaartuigen, vrachtvoertuigen, rollend materieel en luchtvaartuigen waarvoor een meerderheidsbelang berust bij of waarover een controlemacht wordt uitgeoefend door een persoon of onderneming in of die opereert vanuit de Federatieve Republiek Joegoslavië (Servië en Montenegro) worden in beslag genomen door de bevoegde autoriteiten van de Lid-Staten. (...)

## Casus en procesverloop
Bosphorus Airways, een kleine Turkse luchtvaartmaatschappij, had op 17 april 1992 voor een periode van vier jaar twee vliegtuigen gehuurd van JAT, de nationale luchtvaartmaatschappij van Joegoslavië.
Naar aanleiding van VN-sancties tegen de Federatieve Republiek Joegoslavië werden de huurpenningen gestort op een geblokkeerde rekening in Zwitserland.
In het verlengde van deze VN-sancties werd verordening nr. 990/93 vastgesteld.
Krachtens deze verordening werd een van deze twee vliegtuigen, een Boeing 737-300 met registratienummer TC-CYO, op de luchthaven van Dublin op 8 juni 1993 in beslag genomen in opdracht van de minister voor Toerisme en Handel.
Bosphorus Airways stelde bij het High Court in Dublin beroep in tegen het door de minister gegeven bevel tot inbeslagneming.
Na vernietiging van dat bevel heeft de minister hoger beroep ingesteld bij het Supreme Court of Ireland.
Deze rechter heeft het Hof van Justitie verzocht om een prejudiciële beslissing.

## Rechtsvraag
Is artikel 8 van verordening nr. 990/93 van toepassing op dit vliegtuig? (Ja.)

## Uitspraak Hof
[dictum]  Artikel 8 van verordening (EEG) nr. 990/93 van de Raad van 26 april 1993 betreffende de handel tussen de Europese Economische Gemeenschap en de Federatieve Republiek Joegoslavië (Servië en Montenegro), is van toepassing op een luchtvaartuig dat eigendom is van een onderneming in of die opereert vanuit de Federatieve Republiek Joegoslavië (Servië en Montenegro), wanneer die eigenaar dat luchtvaartuig voor een periode van vier jaar heeft verhuurd aan een andere onderneming, die niet is gevestigd of opereert vanuit die republiek, en waarvoor het meerderheidsbelang niet berust bij of waarover de controlemacht niet wordt uitgeoefend door een persoon of onderneming in of die opereert vanuit die republiek.

## Vervolg
Dezelfde kwestie is ook aan het EHRM voorgelegd. In die zaak werd geklaagd over schending van artikel 1 van protocol nr. 1 bij het EVRM (de eigendomsbescherming). 2.Het hof heeft beslist dat er geen schending is van artikel 1 van het protocol en dat het recht van de Europese Unie geacht wordt een gelijke mate van bescherming te bieden aan mensenrechten als het EVRM (de zogenaamde Bosphoruspresumptie, Engels: Bosphorus presumption).
Het bijzondere aan het arrest is, dat het hof een beslissing heeft gedaan over een eerdere beslissing van het Hof van Justitie van de Europese Unie. En dat de hoven een gelijk lopende mening hadden.
Mocht het Europees Hof voor de Rechten van de Mens tegen het Europees Hof van Justitie geoordeeld hebben, zou dit aanleiding zijn geweest tot veel politieke spanningen.